# 여섯번째 행복의 여관
여섯번째 행복의 여관(The Inn Of The Sixth Happiness)은 미국에서 제작된 마크 롭슨 감독의 1958년 드라마, 전쟁 영화이다. 잉그리드 버그만 등이 주연으로 출연하였고 버디 애들러 등이 제작에 참여하였다.

## 출연

### 주연
- 잉그리드 버그만
- 쿠르트 위르겐스

### 조연
- 로버트 도냇
- 애센 세일러
- 로널드 스콰이어
- 몰트리 켈샐
- 리처드 워티스
- 피터 총
- 채천
- 에디스 샤프
- 조안 영
- 버트 쿼크
- 에드위나 캐롤
- 리처드 마너
- 빈센트 웡

## 제작진
- 조감독: 데이빗 미들매스
- 조감독: 피터 예이츠
- 의상: 마가렛 퍼스
- 프로덕션매니저: 세실 F. 포드
- 프로덕션매니저: 제임스 E. 뉴컴